# Vrhovine (Kroatië)
Vrhovine (Servisch: Врховине) is een gemeente in de Kroatische provincie Lika-Senj.
Vrhovine telt 905 inwoners. De oppervlakte bedraagt 154,95 km², de bevolkingsdichtheid is 5,8 inwoners per km².
Steden (gradovi): Gospić · Novalja · Otočac · Senj

Gemeenten (općine): Brinje · Donji Lapac · Karlobag · Lovinac · Perušić · Plitvička Jezera · Udbina · Vrhovine